# 더 레이트 레이트 쇼 (아일랜드의 텔레비전 프로그램)
《더 레이트 레이트 쇼》(The Late Late Show)는 아일랜드 방송 협회 (RTÉ)에서 1962년 7월 6일부터 방송중인 텔레비전 토크 쇼이다. 현재 진행자는 라이언 터브리디이다.